# Экологическая катастрофа в Армянске
В Крыму, в городе Армянске, начиная с 24 августа 2018 года, произошёл выброс вредного химического вещества в воздух. Источником выброса является завод «Крымский Титан».
Кроме Армянска, пострадали и другие населённые пункты, в частности, Красноперекопск.

## История

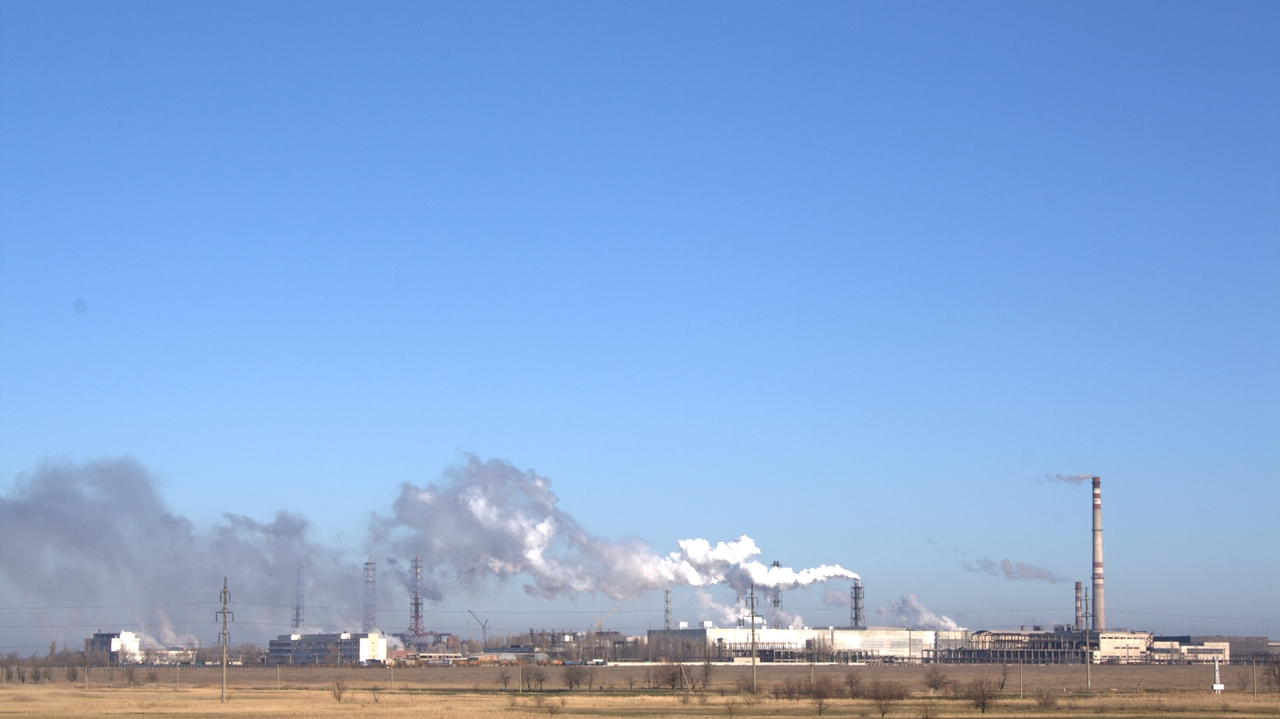
Завод «Крымский Титан».

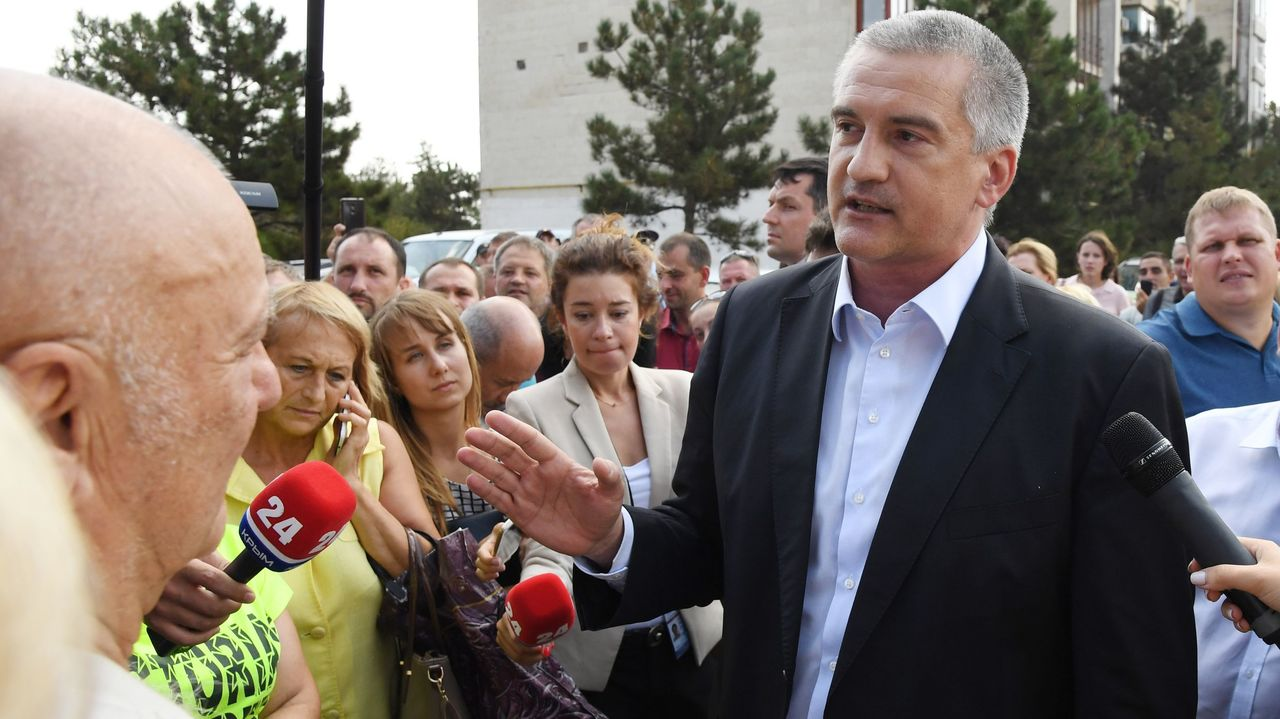
Сергей Аксёнов общается с жителями Армянска

По словам представителя Минобороны Украины, 13—19 августа 2018 подразделения ВС РФ проводили стрельбы в районах расположения отстойников отходов химического производства титанового и содового заводов. Вследствие попаданий снарядов указанные объекты были повреждены, что привело к существенному ухудшению экологической обстановки на всем севере Крыма.
В ночь с 23 на 24 августа 2018 года в Армянске произошёл выброс неизвестного вещества. 28 августа 2018 власти Крыма заявили, что ситуация в Армянске «выходит за пределы нормы», причиной выбросов вредного вещества на севере полуострова является жара и длительное отсутствие осадков. По предварительным данным исследований, причиной загрязнения является испарение содержания кислотонакопителя, используемого «Крымским Титаном».
В конце августа направленная в Армянск группа специалистов Министерства экологии республики Крым, регионального управления Роспотребнадзора и республиканской прокуратуры под руководством вице-премьера правительства Крыма Игоря Михайличенко решила, что здоровью горожан ничто не угрожает.
По данным Министерства по вопросам временно оккупированных территорий Украины, предприятие «Крымский Титан» представляет собой экологическую угрозу для Херсонской области.
3 сентября 2018 года на Херсоне было обнаружено превышение содержания токсичных промышленных веществ в воздухе. 4 сентября сообщили, что в Армянске концентрация сернистого ангидрида превысила норму. В связи с загрязнением воздуха жителей города бесплатно обеспечили марлевыми повязками.
На административной границе с Крымом зафиксировали первые случаи отравлений украинских пограничников, работающих в непосредственной близости от завода «Крымский титан».
С 6 сентября о проблеме начали писать западные издания — Deutsche Welle, Вашингтон Пост и BBC.
После очередного выброса 7 сентября из Армянска начали эвакуировать около четырёх тысяч детей и подростков. Также из-за химического выброса в Армянске власти Украины начали эвакуацию в Скадовск детей из семи приграничных сёл Херсонской области. Тридцать семь украинских пограничников, стоявших на контрольных пунктах Чаплинка и Каланчак, получили отравление из-за химических выбросов и тоже были эвакуированы. После выброса кислоты с завода «Крымский Титан» Следственный комитет возбудил уголовное дело о нарушении правил обращения с экологически опасными веществами (часть 1 статьи 247 УК РФ). По словам сотрудников «Крымского Титана», из-за нехватки воды в скважинах на заводе очищали использованную воду и выливали её в технический водоём-кислотонакопитель, чего не хватало разбавления кислоты, которая остаётся после производства двуокиси титана. Поэтому ночью при перепаде температур над бурым водоёмом стал образовываться едкий туман, оседавший на всех поверхностях. В ночь на 4 сентября была приостановлена работа завода «Крымский Титан» на две недели.
Главное управление МЧС России по Республике Крым проинформировало жителей и гостей полуострова Крым о том, что ситуация сложившаяся в результате распространения химического вещества на город Армянск, четыре села Красноперекопского района (Филатовка, Пятихатка, Перекоп, Волошино) и село Суворово городского округа Армянск, носит локальный характер. С 31 августа по 6 сентября стала проводиться ежедневная санитарная обработка водой автодорог, конструкций и зелёных насаждений. С 1 сентября для снижения концентрации отходов производства стали наполнять водой пересыхающие кислотонакопители.
С 6 по 15 сентября украинские контрольно-пропускные пункты въезда-выезда «Каланчак» и «Чаплинка» были закрыты в связи с ухудшением экологической ситуации.
14 сентября 2018 года специалисты крымского Роспотребнадзора зарегистрировали новый выброс концентрации вредных веществ в атмосферу на севере Крыма. В Армянске был введён режим чрезвычайной ситуации. 15 сентября Глава администрации Армянска Василий Телиженко сообщил, что оперативный штаб ЧС решил продлить летние каникулы ещё на неделю.
Всего в водоём-кислотонакопитель завода «Крымский Титан» закачали 1,25 млн кубометров воды и 918 тонн известкового молока. Запускать химзавод не планируются до выполнения всех предписания надзорных органов.
21 сентября 2018 года республиканский оперативный штаб по ситуации в Армянске рекомендовал властям города отменить режим чрезвычайной ситуации. 22 сентября глава администрации Армянска Василий Телиженко сообщил, что режим чрезвычайной ситуации, введённый в городе Армянске и соседних сёлах на севере Крыма из-за превышения предельно допустимой концентрации вредных веществ в воздухе, будет отменён 23 сентября 2018 года.
Вице-премьер Республики Крым Юрий Гоцанюк заявил, что четыре тысячи детей, эвакуированные из Армянска и его окрестностей ввиду химического выброса на заводе «Крымский титан» в санатории Евпатории, Бахчисарайского и Сакского районов, вернутся домой 25 и 26 сентября. 27 сентября 2018 года директор департамента образования Херсонской областной государственной администрации Евгений Криницкий сообщил, что 407 школьников и дошкольников из Каланчакского и Чаплинского районов вернулись домой из Скадовска.
Начиная с 11 октября 2018 года на ухудшение самочувствия снова стали жаловаться жители Армянска и соседних сёл, а также жители Красноперекопска. Заместитель председателя Совета министров Крыма Игорь Михайличенко после этого заявил, что превышений максимально разовых концентраций по загрязняющим веществам (аммиак, сернистый ангидрид, хлорид водорода, сероводород) в установленных точках не зафиксировано.

## Последствия
- Многие жители Армянска получили заболевания дыхательных путей — пневмонию, ожог слизистых оболочек носа и рта.
- Пожухли деревья и трава.
- На металлических вещах появилось окисление.
- В воздухе стоял едкий запах кислоты.

Жителям было рекомендовано ограничить пребывание на открытом воздухе, закрывать окна и двери, защищать органы дыхания влажными повязками, принимать ванну с обильным проточным водопользованием.

## Чрезвычайное положение
13 сентября произошёл ещё один более мощный выброс. Власти Крыма советовали горсовету ввести чрезвычайное положение, из-за превышения предельно допустимой концентрации вредных веществ в 5 раз. Хлороводород и серный ангидрид превышают концентрацию в воздухе в 9-11 раз, однако, по заверениям местных властей, это не несёт никакой угрозы, а только вызывает лёгкое эмоциональное раздражение.